# Asensio Julià
Asensio Julià i Alvarracín, supranumit El Pescadoret, Micul Pescar (n. 1760, Valencia, Comunitatea Valenciană, Spania – d. 25 octombrie 1832, Madrid, Madrid⁠(d), Spania) a fost un pictor și gravor spaniol care a fost strâns asociat cu Francisco de Goya.

## Biografie
S-a născut în cartierul de pe litoral Cañamelar și se pare că era fiul unui pescar, așa că i s-a dat porecla „El Pescadoret”; deși acest lucru a fost pus sub semnul întrebării de cercetările ulterioare.
În 1771, la vârsta de unsprezece ani, a intrat la Real Academia de San Carlos și a studiat acolo până în 1775. Când a împlinit 19 ani, a petrecut aproape doi ani luptându-se cu pirații barbari de-a lungul coastei Africii de Nord până când a fost nevoit să se întoarcă în Spania pentru că o boală l-a lăsat surd.
Mai târziu, s-a mutat la Madrid, unde a lucrat cu Mariano Salvador Maella și a făcut cunoștință pentru scurt timp cu Goya. În 1783, a devenit profesor la Escuela Real de la Merced, o școală satelit a Real Academia de Bellas Artes de San Fernando, și a aplicat pentru a-și continua studiile la Academie. (În 1818, a devenit director al Escuela.)

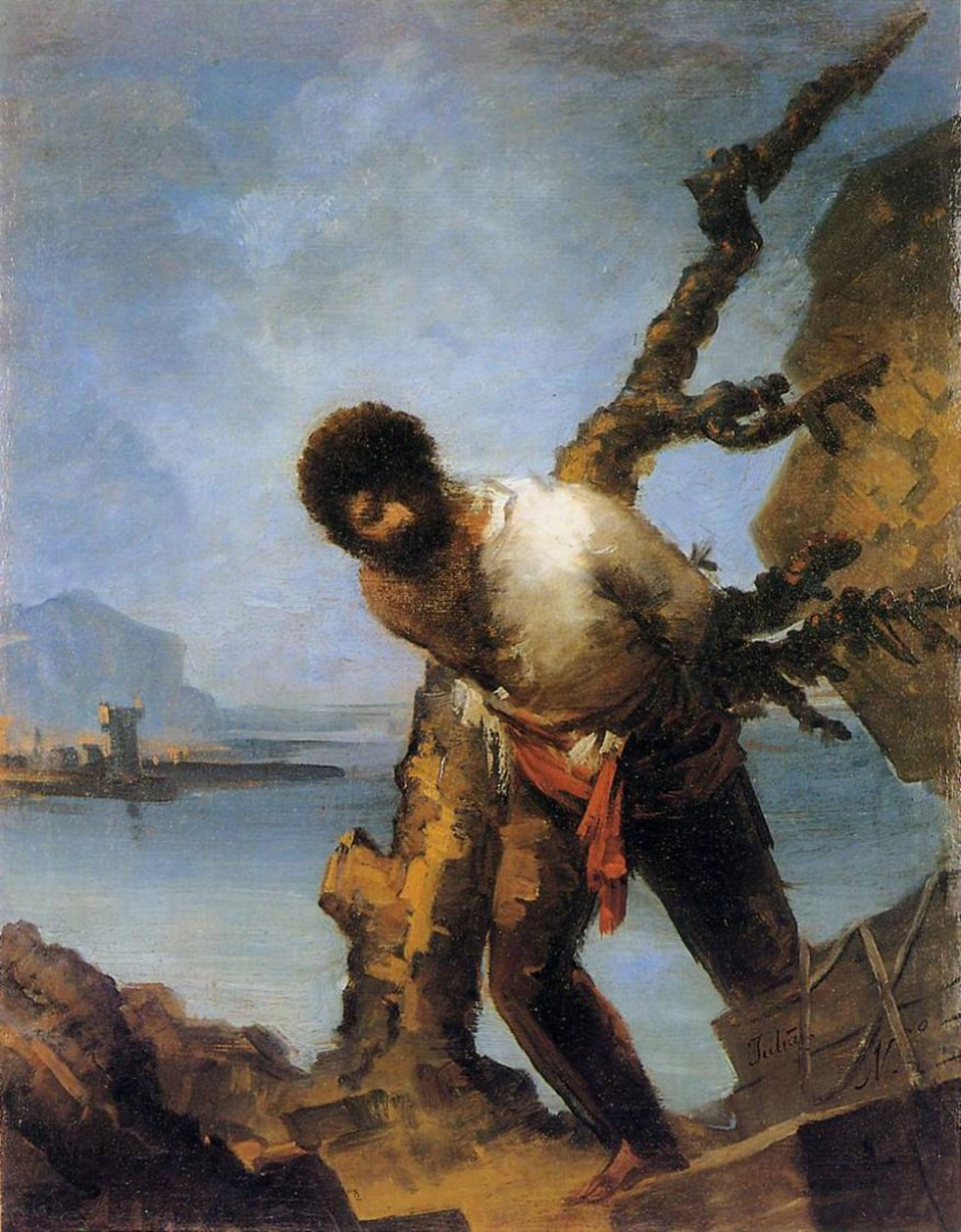
Naufragiatul, atribuit cândva lui Goya

Se cunosc puține lucruri despre viața personală din acea perioadă, cu excepția faptului că, în 1790, locuia în vechiul său cartier din Valencia, lângă casa marchizului de La Romana, căruia îi oferise serviciile sale unde Goya venise pentru a se reface după o perioadă de sănătate precară. Potrivit unei scrisori a lui Goya către prietenul său Martín Zapater⁠(d), aici au făcut cunoștință pentru prima dată, când Julià a cerut recomandarea lui Goya ca prieten comun cu Maella. În această perioadă, Goya devenea surd, așa că este posibil ca acest lucru să fi contribuit la formarea unei legături de simpatie între ei.
În 1798, Goya a primit o comandă majoră pentru a realiza fresce în Capela Regală a Sfântului Antonie din La Florida, dar sănătatea sa a continuat să fie instabilă și uneori l-a angajat pe Julià ca asistent. Un portret realizat de Goya indică faptul că cei doi au fost în contact cel puțin până în 1814.
Aparent, era un om puțin ambițios; se mulțumea cu ordinele pe care le primea de la burghezia locală. Numărul picturilor sale confirmate este destul de mic; majoritatea sunt de natură militară sau alegorică. Tabloul său, Naufragiatul (numit și Contrabandistul) a fost atribuit lui Goya până la începutul secolului al XX-lea. Unele dintre picturile sale au fost transformate în gravuri de Rafael Esteve⁠(d), care lucrase și cu Goya.
Se pare că nu a fost niciodată căsătorit și nu a avut copii. Sursele online dau anul nașterii sale ca fiind 1746 sau 1767. Locul decesului său este în general dat ca fiind Madrid, deși acest lucru nu este ferm stabilit. Câteva surse indică anul morții sale ca fiind 1816.
În 2008, Manuela Mena, curatorul șef al Museo del Prado, a emis un comunicat de presă în care afirmă că Colosul, o operă emblematică a lui Goya, este de fapt opera lui Julià. După un an de controverse internaționale, problema a fost decisă în favoarea lui Goya. O retrospectivă majoră a operei sale a fost prezentată de Ministerul Culturii din Valencia în 2010.

## Lucrări selectate

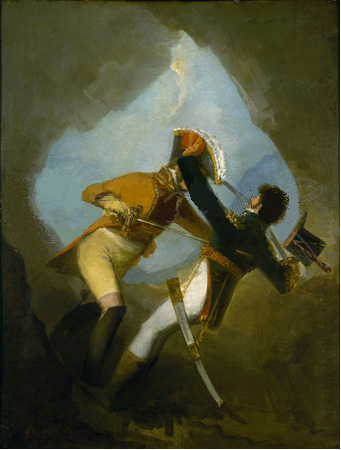
Duelul
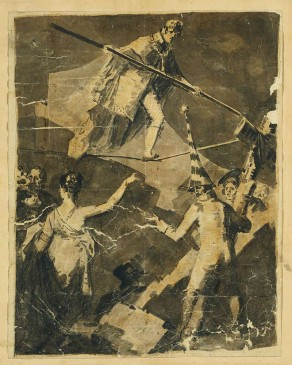
Regele Fernando al VII-lea pe frânghie
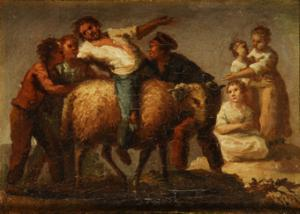
Copii care se joacă cu un berbec
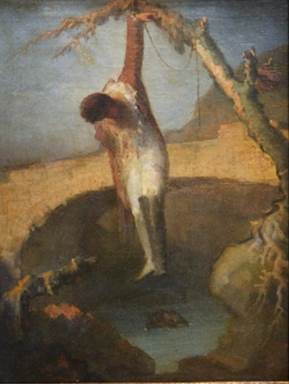
Cel Executat
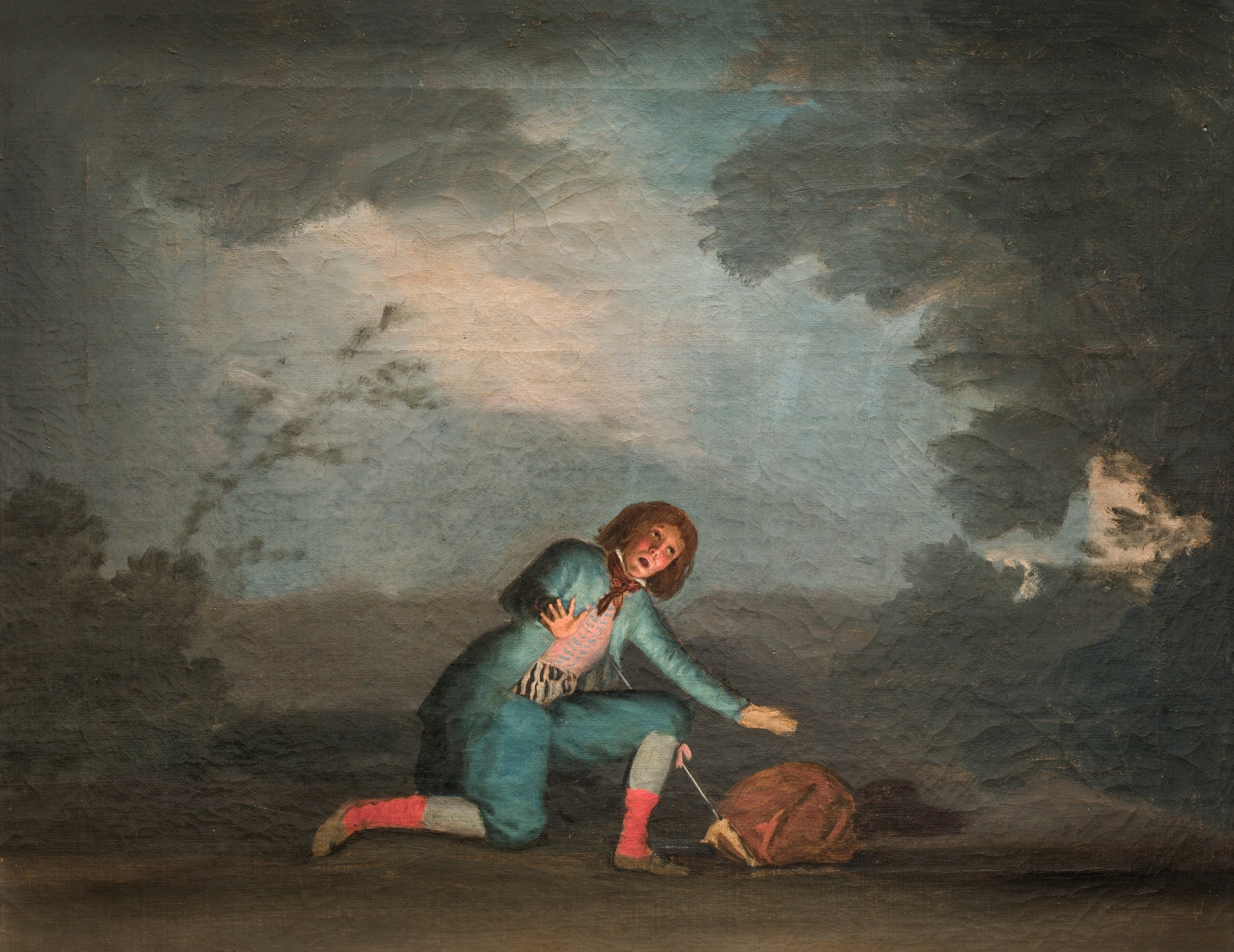
Scenă dintr-o comedie